# Iwona Ziułkowska
Iwona Jolanta Ziułkowska-Szczerbic, również jako Ziułkowska-Okapiec (ur. 1 czerwca 1953 w Radomiu) – polska producent filmowa oraz kierownik produkcji.
Absolwentka Wydziału Prawa Uniwersytetu Warszawskiego oraz Wyższego Studium Zawodowego Organizacji Produkcji Filmowej i Telewizyjnej PWSFTviT w Łodzi w 1965 roku. W latach 1996–2005 szef produkcji Studia Filmowego Tor. Laureatka Polskiej Nagrody Filmowej, Orzeł w kategorii najlepszy producent oraz Grand Prix Festiwalu Polskich Filmów Fabularnych w Gdyni.

## Wybrana filmografia
jako producent:
- Julia wraca do domu (2002)
- Pręgi (2004)
- Cud w Krakowie (2004)
- Persona non grata (2005)

jako producent wykonawczy:
- Weiser (2000)
- Życie jako śmiertelna choroba przenoszona drogą płciową (2000)
- Suplement (2002)

jako kierownik produkcji:
- 300 mil do nieba (1989)
- Wszystko co najważniejsze... (1992)
- Kolejność uczuć (1992)
- Cwał (1995)
- Matka swojej matki (1996)

## Nagrody i nominacje
- 2001 – Polska Nagroda Filmowa, Orzeł w kategorii najlepszy producent za film Życie jako śmiertelna choroba przenoszona drogą płciową
- 2004 – Grand Prix – Wielka Nagroda Jury „Złote Lwy” na Festiwalu Polskich Filmów Fabularnych w Gdyni dla producenta filmu Pręgi
- 2005 – nominacja do Polskiej Nagrody Filmowej, Orzeł w kategorii najlepszy film za Pręgi
- 2005 – Nagroda Główna „Jańcio Wodnik” oraz Nagroda Dziennikarzy na Ogólopolskim Festiwalu Sztuki Filmowej „Prowincjonalia” we Wrześni za Pręgi
- 2006 – nominacja do Polskiej Nagrody Filmowej, Orzeł w kategorii najlepszy film za Persona non grata